# Thionia dubiosa
Thionia dubiosa är en insektsart som beskrevs av Melichar 1906. Thionia dubiosa ingår i släktet Thionia och familjen sköldstritar. Inga underarter finns listade i Catalogue of Life.